# Ligne d'Ålgård
La ligne d'Ålgård ou Ålgård(s)banen est une ligne ferroviaire secondaire norvégienne rattachée à la ligne de Jær et se situant dans le comté du Rogaland. Elle part de la gare de Ganddal jusqu'à Ålgård dans la commune de Gjesdal. La ligne fait 12 km de long et fut ouverte le 20 décembre 1924. Sur décision du Storting, elle fut fermée en 1988.

## Histoire
En 1923, le Storting prit la décision de construire une "ligne intérieure"  qui passerait par (Klungland–Bjerkreim–Vikeså–Ålgård). En 1937, le Storting prit une nouvelle décision : la ligne du Sørland devait faire la liaison entre Egersund et Jæren. 

## Utilisation de la ligne aujourd'hui
Jusqu'en 2001 seuls les trois premiers kilomètres de la ligne sont utilisés pour le transport d'éléments de béton. La Jernbaneverket utilise la partie nord de la ligne pour des transports très lourds de transformateurs. La gare de Figgjo est devenue un musée et il est possible aujourd'hui de louer des vélorails  en été et rejoindre Ålgård.

## Projet de réouverture de la ligne
Plusieurs politiciens locaux ont proposé la réouverture de la ligne en la faisant entrer comme partie de la ligne de Jær dans le cadre d'un grand Stavanger.
De plus, la NSB soutient une future réouverture de la ligne. Des estimations montrent que le potentiel de la ligne est de 600 000 passagers par an. Elle serait intégrée dans le trafic local avec des arrêts à Vagle, Figgjo, Kongeparken et Ålgård. Cela dit, des travaux sont à prévoir : refaire une partie de la ligne, électrifier et moderniser la signalisation. Le temps de parcours entre Ganddal et Ålgård serait alors de 10 à 12 minutes. Le coût de la réouverture est estimé à 500 millions de couronnes. Le parti du centre a proposé de convertir la ligne en ligne de bus. Le conseil municipal de Figgjo a voté pour la conversion de la ligne en piste cyclable, mais ces propositions ont été rejetées par la NSB.